# TRIUMF
TRIUMF — національна лабораторія Канади з питань ядерної фізики та фізики елементарних частинок. Лабораторія розташована на території кампусу Університету Британської Колумбії у Ванкувері, Британська Колумбія. Тут розміщений найбільший у світі циклотрон.
TRIUMF підпорядковується консорціуму з 18 канадських університетів. Консорціум керує лабораторією шляхом залучення коштів від Національної дослідницької ради Канади, і робить устаткування TRIUMF доступним для науковців з Канади та всього світу. Багато вчених з канадських університетів співпрацюють в групах до яких входять різні організації, котрі своєю чергою співпрацюють з міжнародними групами для виконання масштабних проектів в TRIUMF та національних лабораторіях Європи, США, та Японії.
З 1 травня 2007 року і до сьогодні директором лабораторії є Dr. Nigel Lockyer.
На честь лабораторії було названо астероїд 14959 TRIUMF.

## Наукова діяльність

### Основні напрямки досліджень
- Пучки рідкісних ізотопів
- Фізика елементарних частинок
- Ядерна медицина
- Матеріалознавство та молекулярна фізика
- Прискорювальна фізика
- Теорія ядерної фізики та елементарних частинок
- Розробка детекторів

#### Міжнародна співпраця
- Експеримент ATLAS
- Експеримент HERMES

### Основний циклотрон
Основний прискорювач лабораторії, що працює тут з 1974 року, є на цей час найбільшим у світі циклотроном, що прискорює H− іони до енергій в 520 МеВ. Величезний основний магніт, що важить 4000 тонн та має діаметр 18 м, створює поле у 0,46 Тл, а електричне поле у 23 МГц 94 кВ використовується для прискорення пучка в 300 мкА. Для очистки електронів від водневого пучка використовується графітна фольга, дозволяючи вилучити декілька протонних пучків при різних енергіях та направити їх за різними траєкторіями пучків одночасно.

### Мюонні експерименти
500 МеВ протони використовуються для отримання великих кількостей мюонів для експериментів з хімії та твердотільної фізики. Мюонний спіновий резонанс використовується для зондування магнітних структур матеріалів малого масштабу, в той час як мюоній використовується для вивчення хімічних реакцій, що включають водень. Мюони також використовуються для тестування малої симетричності взаємодії в експериментів TWIST.

### Фабрика каонів
В 1980-х керівники TRIUMF запропонували розширити установку, додавши протонний синхротрон, який би використовував циклотрон TRIUMF як інжектор, спочатку в 3 ГеВ бустер, а тоді в унікальне 30 ГеВ накопичувальне кільце. Отримана високоенергетична установка була би найпотужнішим прискорювачем у світі, з потоком частинок, що перевищував би потік нині існуючих пристроїв у 100 разів. Проект був остаточно зданий в архів на початку 1990-х.

### Розподіл та прискорення ізотопів
Установка розподілу та прискорення ізотопів (ISAC, Isotope separation and acceleration) продукує та використовує пучки важких іонів для виготовлення ізотопів з коротким періодом напіврозпаду для досліджень. Пучок протонів з головного прискорювача використовується для виробництва пучків екзотичних ізотопів які надалі прискорюються за допомогою лінійних прискорювачів. декілька експериментів вивчають властивості та структуру цих екзотичних ізотопів разом з їх нуклеосинтезом.

### Медична фізика та виробництво ізотопів
TRIUMF співпрацює з компанією MDS Nordion у галузі виробництва ізотопів для використання для роботи з рентгенографічними та томографічними зображеннями, а також діагностики з використанням пучків протонів з основного циклотрона та чотирьох менших циклотронів. Короткоживучі ізотопи виробляються для використання в ПЕТ у лікарні Університету Британської Колумбії, а також в Центральній лікарні Ванкувера. Ізотопи переправляються до лікарні УБК, що знаходиться на відстані кількох кілометрів, через підземну систему вакуум-проводу. На цей час аби добратись від TRIUMF до лікарні необхідний автотранспорт, якому необхідно не лише проїхати по вузьких шляхах, але й пробратись крізь транспортний потік, і якщо таким чином транспортувати ізотопи, період напіврозпаду деяких із яких становить лише 16 хвилин, то вони стануть безкорисними. Мічені атоми також виробляються для використання в широкому діапазоні досліджень включаючи хімію та біологію. Також протонні пучки використовуються в TRIUMF для лікування очної меланоми.